# 1927 год в СССР

## Январь
- 23 января — создан ОСОАВИАХИМ.
- Речь Ворошилова и Бухарина, спровоцировавшая в стране ложную тревогу о войне[1]

## Февраль
- 23 февраля — Великобритания направила СССР так называемую «ноту Чемберлена».

## Март
- 1 марта — в Москве в Государственной Третьяковской галерее открылась выставка произведений художников группы «Бубновый валет». Экспонировались 72 работы 8 авторов, в том числе Натальи Гончаровой, Петра Кончаловского, Александра Куприна, Михаила Ларионова, Аристарха Лентулова, Ильи Машкова, Василия Рождественского и Роберта Фалька
- 16 марта — Постановление ЦИК и СНК СССР «О коллективных хозяйствах». Начался процесс образования колхозов[2][3][4]
- 21 марта — в СССР освобождён заместитель Патриаршего местоблюстителя митрополит Сергий, арестованный в 1926 году.
- 30 марта — Освобождён митрополит Сергий, арестованный в 1926. Ради выживания православной церкви он будет проповедовать полное её подчинение советской власти.

## Апрель
- 15 апреля — СССР и Швейцария договорились о восстановлении дипломатических отношений.
- 18—26 апреля — на IV съезде Совета СССР был утверждён принцип пятилетнего планирования. Разработкой первого пятилетнего плана занимались экономисты ВСНХ (председатель В. В. Куйбышев) и Госплана (председатель Г. М. Кржижановский).
- 21 апреля — В Москве прошло открытие «Первой мировой выставки межпланетных аппаратов, механизмов, приборов и исторических материалов» — первой в истории международной выставки по космонавтике.
- Апрель — начало строительства Днепрогэс.

## Май
- 1 мая — Выпуск первого советского автомобиля НАМИ-1
- 2—23 мая — конференция по экономическим вопросам в Женеве (Швейцария), на которой присутствовали представители 52 государств, в том числе СССР.
- 18 мая — на совещании епископов образован Временный Патриарший Священный Синод при заместителе Патриаршего Местоблюстителя Митрополите Сергие (Страгородском). Официально был зарегистрирован в августе 1927 года.
- 26 мая — Великобритания аннулировала торговое соглашение и разорвала дипломатические отношения с СССР после предания гласности документов, свидетельствующих о враждебной деятельности подконтрольного Москве Коминтерна в Китае и Британской империи.

## Июнь
- 7 июня — убийство в Варшаве Борисом Ковердой П. Войкова, полпреда СССР в Польше за участие Войкова в организации убийства семьи последнего Русского императора.
- 10 июня в Москве без суда по «постановлению ОГПУ» расстреляны двадцать представителей знати бывшей Российской империи «в ответ» на убийство П. Войкова.
- 14 июня — в Женеве открылась конференция министров иностранных дел Бельгии, Великобритании, Германии, Италии, Франции и Японии. Отклонено предложение Джозефа Остина Чемберлена о совместной декларации «против пропаганды Коминтерна и её связи с Советским правительством». Закрылась 16 июня.
- 26 июня — Крупное землетрясение в Крыму

## Июль
- 27 июля — В СССР учреждено звание Герой Труда
- 29 июля — «Декларация митрополита Сергия» — послание митрополита и Временного Патриаршего Священного Синода пастве о легализации церкви и лояльном отношении к существующей гражданской власти.

## Август
- 1 августа — В СССР образована Ленинградская область

## Сентябрь
- 3 сентября — В «платформе 83-х» лидеры оппозиции возобновляют свою критику Сталина.
- 12 сентября — Повторное землетрясение в Крыму

## Октябрь
- 1 октября — заключён советско-персидский Договор о ненападении, гарантии и нейтралитете
- 16 октября — в СССР объявлено о постепенном переходе к 7-часовому рабочему дню.
- 21 октября — Открылся Пленум (продолжался 21—23 октября), на котором Л. Троцкий и Зиновьев исключены из состава ЦК.

## Ноябрь
- 7 ноября 
  - в СССР широко отпраздновано десятилетие Октябрьской революции.
  - По случаю празднования 10-летней годовщины революции лидеры «объединённой оппозиции» организуют уличные демонстрации в Москве и Ленинграде.
- 10—12 ноября — Всемирный конгресс друзей СССР (Москва, СССР).
- 14 ноября — Лев Троцкий и Григорий Зиновьев исключены из ВКП(б).
- 30 ноября — На Женевской конференции предложение Литвинова, народного комиссара иностранных дел СССР, начать немедленное разоружение отвергается как «коммунистическая хитрость».

## Декабрь
- 2 декабря — 19 декабря — Начинает работу XV съезд ВКП(б)[5], который выработал программу коллективизации сельского хозяйства. Съезд довершает разгром оппозиционеров. Из партии исключены 75 деятелей «троцкистско-зиновьевского блока» (среди них Л. Каменев, Г. Пятаков, К. Радек и X. Раковский), а также сторонники группы «демократического централизма». Впоследствии некоторые из них, в частности Л. Каменев и Г. Зиновьев, признают свои ошибки и будут восстановлены в партии в 1928 году.
- 14 декабря — разрыв дипломатических отношений между Китаем и СССР.

## Без точных дат
- Началось строительство Турксиба, крупнейшей магистрали, соединившей Среднюю Азию и Казахстан с Транссибирской магистралью.

## Умерли
- 18 июля — Василий Поленов, живописец[6]